# Herold
Herold ali glasnik je bil v srednjem veku dvorjan, ki je bil zadolžen za grbe (ustvarjanje novih grbov in vodenje seznama le-teh). Na viteških turnirjih je bil klicar in je vodil sam turnir.
Heroldi so bili začetniki heraldike.